# Iñaki Sandoval
Iñaki Sandoval Campillo és un pianista de jazz. Després dels seus dos primers treballs com a líder (Sausolito, 2005, i Usaquén, 2008), presenta el 2011 un nou disc, Miracielos, gravat a trio al costat d'Eddie Gómez i Billy Hart. La seva intensa carrera com a pianista, tant al piano sol com amb el seu trio estable amb Horacio Fumero (contrabaix) i David Xirgu (bateria), l'ha portat a fer concerts i classes magistrals a Espanya, Europa i Amèrica. De 2003 a 2015 va viure a Barcelona, on compaginava la seva activitat artística amb la docència.Hi va ser el director del Departament de Jazz del Conservatori del Liceu de l'any 2003 a 2015 on imparteix classes de piano i improvisació. El 2015 va ser elegit director de Acadèmia de Cultura Viljandi de la Universitat de Tartu a Estònia.